# 宮崎県山之口陸上競技場
宮崎県山之口陸上競技場（みやざきけんやまのくちりくじょうきょうぎじょう）は、宮崎県都城市の都城市山之口運動公園内にある宮崎県営の陸上競技場。
命名権契約により「KUROKIRI STADIUM（クロキリ スタジアム）」と称している。

## 概要
2027年に開催予定の国民スポーツ大会（日本のひなた宮崎国スポ）の主会場として使用することを念頭に新たに整備された施設で、2018年（平成30年）から事業に着手、2022年（令和4年）に着工し、2025年（令和7年）4月12日にオープン。同日、オープニングセレモニーが開催された。
運動公園自体は都城市営の公園だが、陸上競技場と、併設される投てき練習場を宮崎県が整備し、県施設については宮崎県山之口陸上競技場スポーツ振興グループ（公益財団法人宮崎県スポーツ施設協会、一般社団法人都城市スポーツコミッション）が指定管理者として管理を行う。

## 施設概要
延床面積22,809.73m2（建築面積14,741.69m2）の陸上競技場で、都城市が整備した山之口運動公園陸上競技場（日本陸連公認第三種陸上競技場）を補助競技場と見なすことで、日本陸上競技連盟の第一種公認を受けている。
トラックは400m×9レーンの全天候型（フルウレタン）舗装、フィールドは天然芝（ティフトン）で、メインスタンドは鉄筋コンクリート造（一部鉄骨造）の地上4階建。トレーニングルーム、会議室、貴賓室、ゲストルーム、医務室、放送室、写真判定室、更衣室、救護室ほかを備える。 
観客席数は芝生席を含めて1万5千席程度（Jリーグの届出上は11,270人）。

## 命名権
2025年1月15日、都城市山之口運動公園及び宮崎県山之口陸上競技場の命名権を霧島酒造が取得し、宮崎県および都城市と命名権契約を締結。
都城市山之口運動公園全体については「霧島酒造スポーツランド都城」の名称とし、宮崎県山之口陸上競技場（主競技場）は同社の本格芋焼酎「黒霧島」にちなんで「KUROKIRI STADIUM」（クロキリ スタジアム）、山之口運動公園陸上競技場（補助競技場）は同じく「赤霧島」にちなんで「AKAKIRI FIELD」（アカキリ フィールド）の名称とした。契約期間は2025年（令和7年）4月からの5年間。

## 利用
2025年5月3日、ラグビーの試合として初めて、ジャパンラグビーリーグワンの九州電力キューデンヴォルテクスのホームゲームを実施。
J3に所属するテゲバジャーロ宮崎がホームゲームにおいて利用することも予定されており、2025年7月21日のギラヴァンツ北九州戦で初開催、同年中は11月9日にザスパ群馬戦でもう1試合開催する予定としている。また報道により、26年以降は年3試合前後を目処に公式戦を開催する予定としていることも明らかにされた。
2027年、第81回国民スポーツ大会・第26回全国障害者スポーツ大会の総合開会式・閉会式、陸上競技の会場として使用される予定。